# Куватов, Усман Мухаметгалимович
Усман Мухаметгалимович Куватов (др. вариации написания имени — Осман, баш. Усман Мөхәмәтғәлим улы Ҡыуатов; 1897—1956) — деятель Башкирского национального движения.

## Биография
Родился в 1897 году в деревне Зиянчурино Орского уезда Оренбургской губернии, ныне Кувандыкского района Оренбургской области. Происходил из башкирского дворянского рода Куватовых. Сын Мухаметгалима Куватова, брат Гумера Куватова.
В июле 1917 года в Оренбурге в качестве делегата принимал участие в I Всебашкирском съезде. Избран членом исполнительного комитета Башкирского центрального шуро и Башкирского правительства. Вместе с И. И. Мутиным и А.-З. Валиди обращался к Временному правительству России по вопросам возвращения капитала Башкирского войска и Караван-сарая. Был представлен кандидатом в члены Всероссийского учредительного собрания от башкир-федералистов Орского уезда.
В январе 1918 года в составе делегации Башкирского правительства принимал участие во II Всероссийском мусульманском военном съезде.
В середине марта 1918 года вошёл в состав Временного революционного совета Башкортостана. В 1918 году окончил медицинский факультет Казанского университета.
Избран членом Башкирского военного совета. В июле 1918 года занимался формированием башкирских добровольческих отрядов в Орском уезде. В сентябре 1918 года работал в отделе внутренних дел Башкирского правительства, а с октября 1918 года являлся представителем Башкирского правительства в Усерганском кантоне.
С февраля 1919 года — комиссар финансов и здравоохранения Башкирского военно-революционного комитета.
С апреля 1919 года работал представителем Башревкома при штабе 1-й армии в Оренбурге. С конца апреля по май 1919 года занимался вопросами мобилизации башкир Пугачёвского уезда Самарской губернии.
С 20 июня 1919 года — член Коллегии земельного отдела Башкирского военно-революционного комитета.
После принятия ВЦИКом декрета «О государственном устройстве Автономной Советской Башкирской республики» от 19 мая 1920 года, который ограничивал права автономии утверждённых в  «Соглашении..», 16 июня 1920 года Башревком в полном составе ушёл в отставку.
Был в эмиграции в Германии. Позже преподавал в Бакинском медицинском институте.

## Семья
Отец: Куватов, Мухаметгалим Абдельганиевич — просветитель. Открыл свыше 10 национальных светских школ.
Брат: Куватов, Гумер Галимович — активный участник Башкирского национального движения, нарком Здравоохранения БАССР (1919—1928), общественный и государственный деятель, хирург.